# Wim Schroyens
Wim Schroyens (* 18. November 1952 in Lier) ist ein ehemaliger belgischer Radrennfahrer.

## Sportliche Laufbahn
Schroyens war im Straßenradsport aktiv. 1972 wurde er Dritter in der nationalen Meisterschaft im Mannschaftszeitfahren. 1974 siegte er im Kattekoers sowie auf einer Etappe der Tour de la Province de Liège. 1975 wurde er hinter Leopold Verboven Zweiter im Kattekoers. Mit der Nationalmannschaft bestritt er die DDR-Rundfahrt und kam auf den 19. Gesamtrang. Von 1976 bis 1980 war er als Berufsfahrer aktiv. Er siegte im Circuit des Frontières 1976. Die Vuelta a España fuhr er zweimal. 1976 und 1978 beendete er die Rundfahrt nicht.